# Römermuseum in der Schule Rißtissen

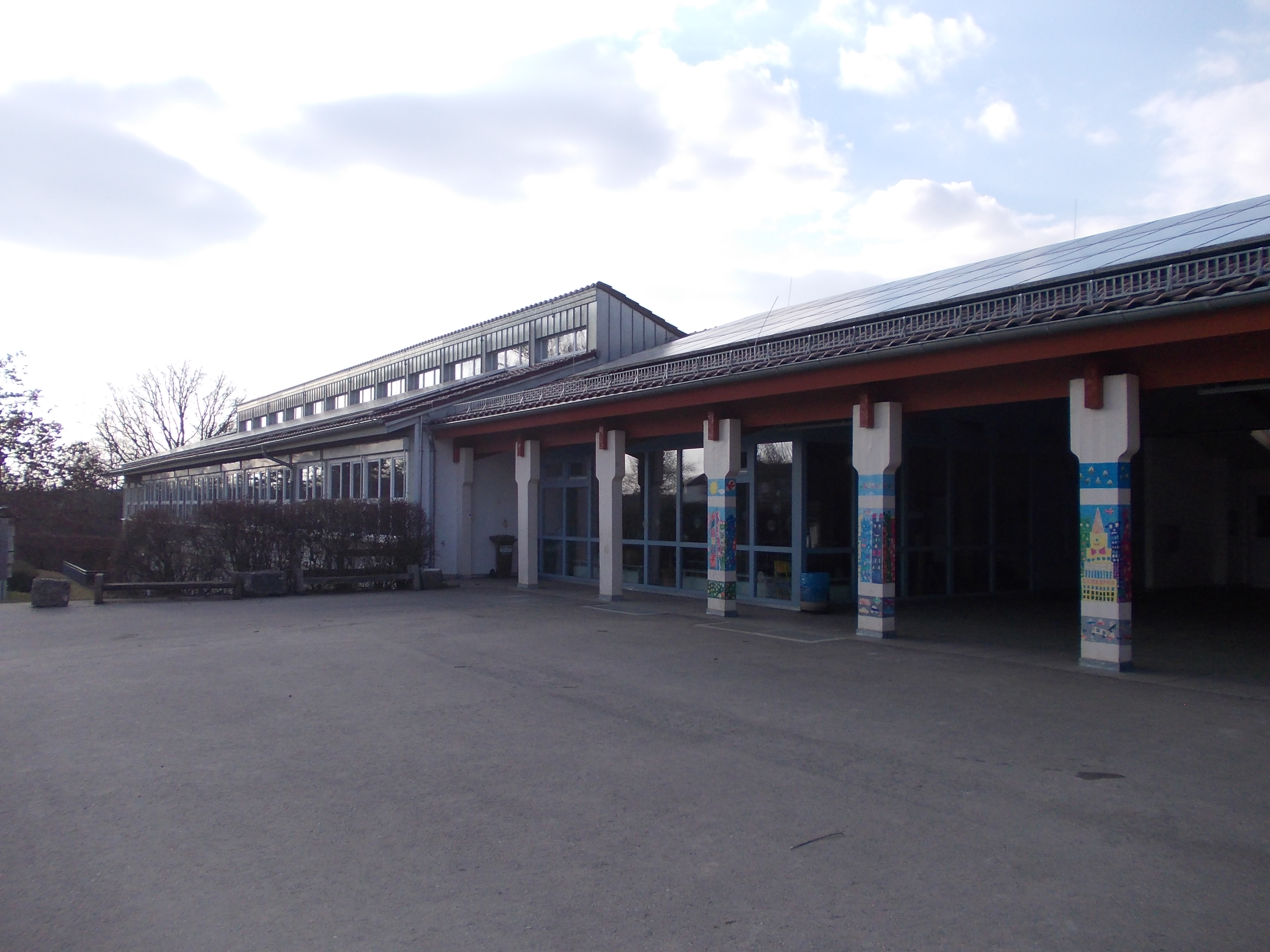
Grundschule in Rißtissen; das Museum befindet sich direkt hinter dem Eingang

Das Römermuseum in der Schule ist ein kleines archäologisches Museum in der Grundschule im Stadtteil Rißtissen der  baden-württembergischen Stadt Ehingen. Das Museum wurde 1960 gegründet und zeigt archäologische Funde aus dem ehemaligen Kastell Rißtissen und dem dazugehörigen Vicus Riusiava. Zu den Fundstücken gehören Öllampen, Münzen, Reliefabgüsse, Tonformen einer römischen Falschmünzerwerkstatt, Dachziegel, Haushaltskeramik sowie Metallgegenstände und Waffen aus römischer und alamannischer Zeit. Ein Plan des Kastells veranschaulicht Organisation und Ausdehnung der historischen Anlage.
Das Museum ist während der Unterrichtszeit und nach besonderer Vereinbarung zugänglich.